# Severin von Noricum

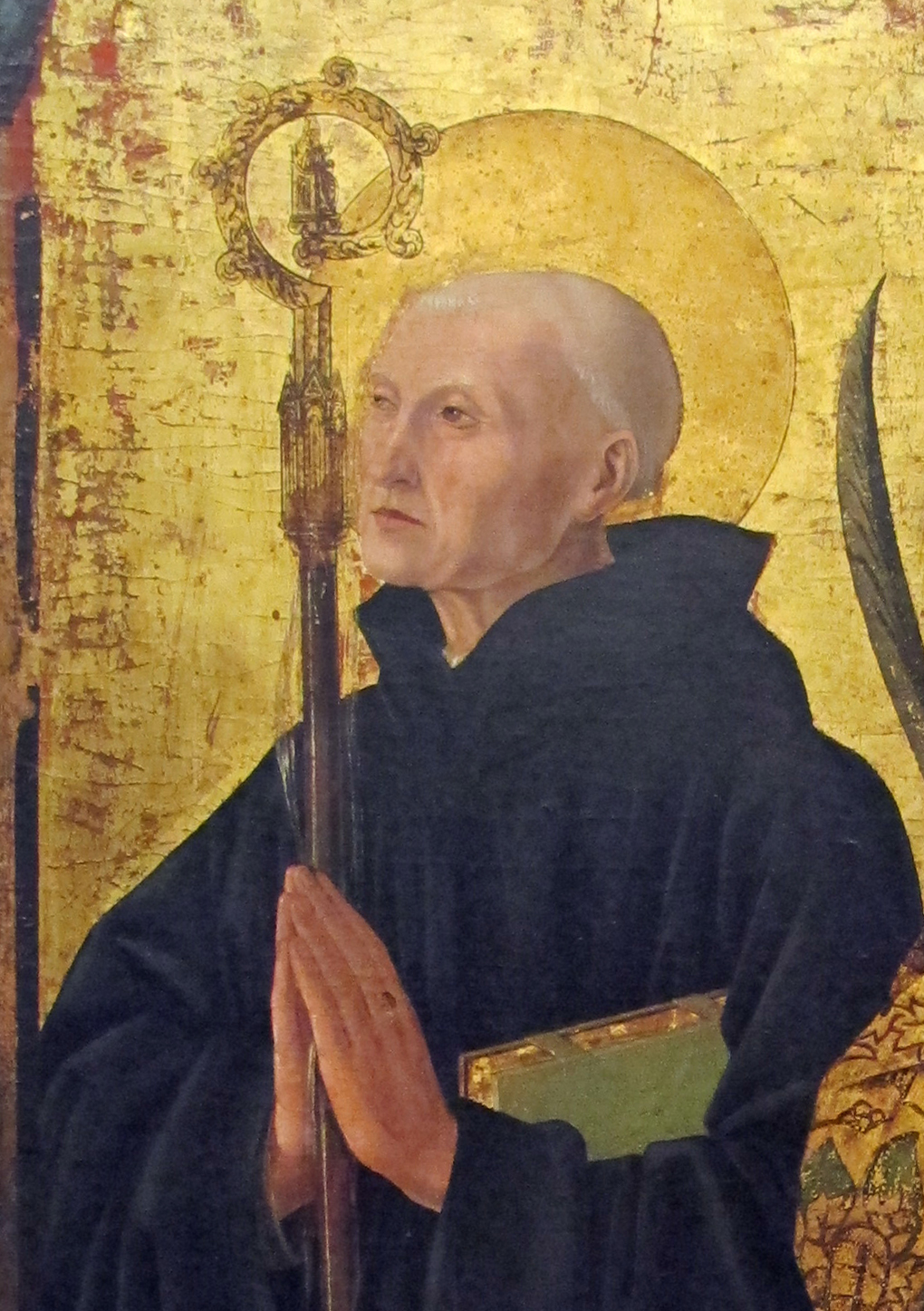
Darstellung des Heiligen am Severinaltar in Neapel (um 1470)

Severin von Noricum (Severinus; * um 410; † 8. Januar 482 in Favianis, vermutlich dem heutigen Mautern an der Donau) war ein spätantiker Heiliger, Missionar und Klostergründer in Noricum. Über sein Leben berichtet Eugippius in einer „Gedenkschrift“ (Commemoratorium), die unter dem Titel Vita sancti Severini („Das Leben des heiligen Severin“) bekannt ist.

## Leben

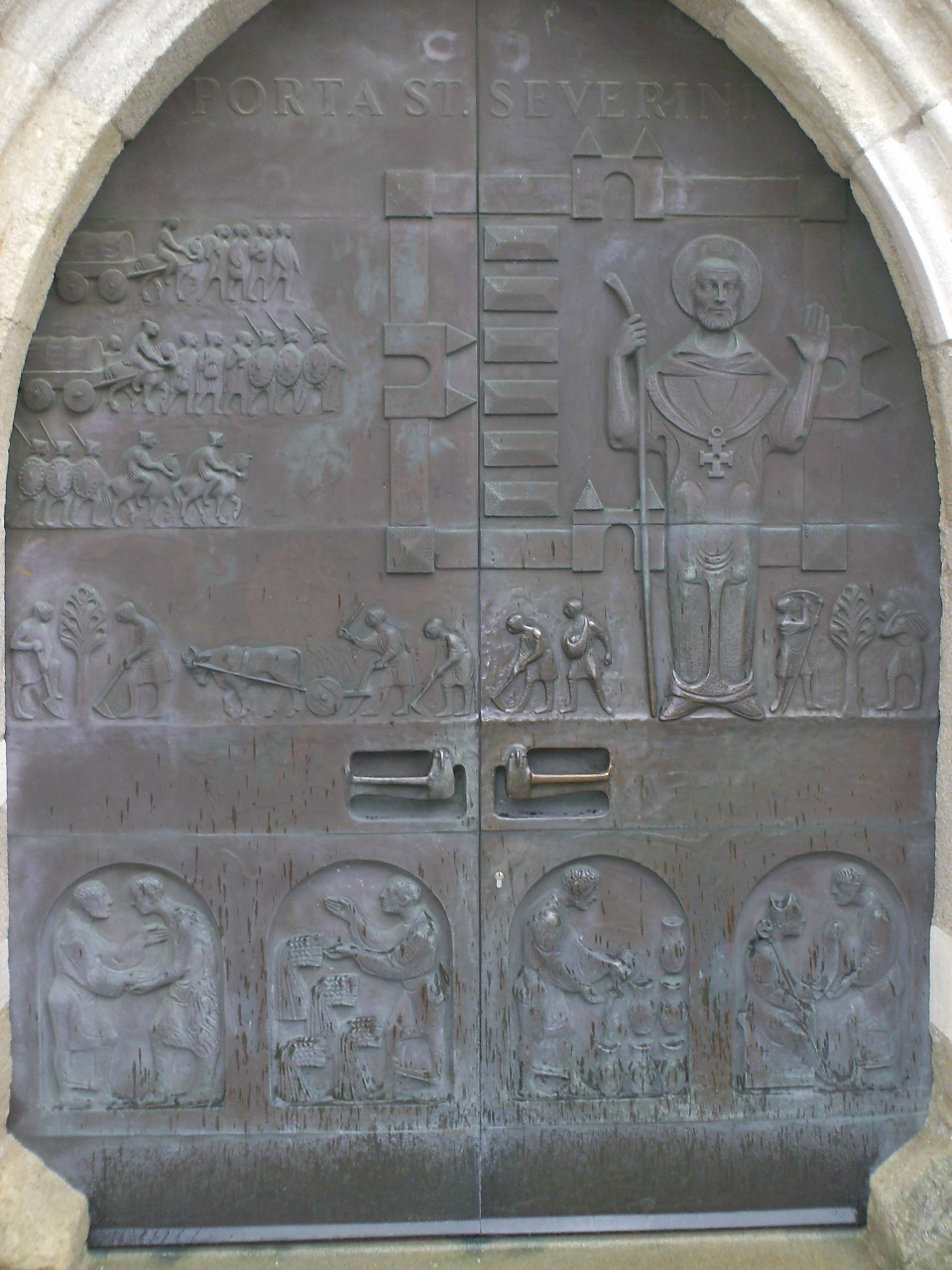
Die Porta Sancti Severini (Westpforte) der St.-Laurenz-Basilika in Lorch mit Darstellungen aus der Severinslegende (nach einem Entwurf von Peter Dimmel, Linz)

Das heutige Wissen über das Leben Severins und über die sozialen und kirchlichen Verhältnisse in seinem Tätigkeitsbereich stammt aus der Lebensbeschreibung des Heiligen, die Eugippius, der Abt eines seiner Klöster, im Jahr 511 verfasste. Diese Heiligen-Biografie – immer wieder geht es um Wunder wie Prophezeiungen, Heilungen oder eine Ölvermehrung – ist die einzige erzählende Quelle aus der Zeit der untergehenden Römerherrschaft in Bayern und dem späteren Österreich. Sie liefert wertvolle sozialgeschichtliche Informationen, doch wird ihre Glaubwürdigkeit in der Forschung teilweise skeptisch beurteilt. Die Angaben über den Rückzug der Römer aus dem Noricum dürften übertrieben sein; man geht heute nicht mehr davon aus, dass es – wie man früher aufgrund der Darstellung des Eugippius annahm – zu einem vollständigen Abzug der Provinzialbevölkerung kam. 
Über Severins Abstammung ist wenig bekannt. Wie Eugippius berichtet, erwies ihn seine Sprache als einen „ganz und gar lateinischen Menschen“. Daraus und aus weiteren Indizien lässt sich folgern, dass Severin aus Italien stammte und dass seine Familie einer vornehmen, gebildeten Schicht angehörte. Vielleicht war er senatorischer Herkunft. Da er Auskunft über seine Abstammung aus Bescheidenheit verweigerte, ist davon auszugehen, dass er der politischen Führungsschicht entstammte. Seine Ausbildung als Mönch erhielt er im Osten des Reichs bei den in der Wüste lebenden Einsiedlern. Nach dem Tod des Hunnenkönigs Attila im Jahr 453 kam er von Pannonien nach Ufernoricum (der römischen Provinz nördlich der Ostalpen), die zu jener Zeit bereits durch den Zerfall des Weströmischen Reiches infolge der Völkerwanderung bedroht war (siehe auch Limes Noricus). Severin hielt sich hauptsächlich im Donauland zwischen Carnuntum im Wiener Becken und der Gegend von Passau auf.
Der Historiker Friedrich Lotter hat in zahlreichen Aufsätzen und in seiner Severin gewidmeten Habilitationsschrift von 1976 die Hypothese vertreten, der heilige Severin sei identisch mit einem inlustrissimus vir Severinus, den Ennodius in seiner Lebensbeschreibung des Mönchs Antonius von Lérins als dessen Erzieher erwähnt. Der Heilige sei auch mit dem 461 von Kaiser Majorian ernannten Konsul Flavius Severinus gleichzusetzen. Er sei zwischen 454 und 461 im Donauraum als Provinzgouverneur tätig gewesen und habe auch noch später, als er schon Mönch war, in offiziöser Funktion wie ein Amtsträger des Reichs in der Verwaltung von Ufernoricum gehandelt. Diese teils sehr spekulativen Annahmen haben sich in der Forschung nicht allgemein durchgesetzt. An der sehr vornehmen Abstammung Severins (ein Ergebnis der Forschungen Lotters) wird nicht gezweifelt, aber die Gleichsetzung des Heiligen mit dem Konsul von 461 wird heute weitgehend, wenngleich keineswegs ausschließlich, abgelehnt. Herwig Wolfram bezeichnete die gegensätzlichen Strömungen als „Maximal-Severin“ (Lotter) und als „Minimal-Severin“.
Zunächst trat Severin offenbar im Gebiet Niederösterreichs in Erscheinung, in Asturis (vielleicht Klosterneuburg), Comagena (Tulln) und Favianis (Mautern), wo der Rugierkönig Flaccitheus am gegenüberliegenden Ufer der Donau residierte, der Severin angeblich um Rat bat. Seine Lebensbeschreibung handelt dann von Cucullis (Kuchl bei Salzburg) und Iuvavum (Juvao, Salzburg). Ein weiterer Abschnitt beschreibt sein Wirken an der Donau bei Passau. Dort geht es um die Kastelle und Siedlungen Quintanis (Künzing, oberhalb der Vils), Batavis (Passau links des Inn, beide gehörten zur Nachbarprovinz Raetia secunda), Boiotro (Bojotro, Passau rechts des Inn, ein Grenzkastell Noricums) und Joviaco (vermutlich Aschach, einige Kilometer flussabwärts in Ufernoricum). Er unterstützte und bestärkte demnach zunächst deren romanische Bevölkerung angesichts der ständigen germanischen Überfälle, organisierte dann aber ihre Evakuierung nach Lauriacum (Lorch) an der Enns, bald wegen anhaltender Bedrohungen weiter zurück in die niederösterreichische Nachbarschaft seines früheren Wirkungsorts Favianis, dies auf Druck des Rugierkönigs Feletheus. Hier verbrachte Severin offenbar seinen Lebensabend.
Severin bekleidete selbst kein Amt, sondern scheint auch nach der Konventsgründung weiter als Anachoret gelebt zu haben. Er betätigte sich als Mahner, Helfer und Seelsorger, setzte sich für die Aufrechterhaltung der öffentlichen Ordnung ein und organisierte Lebensmittel- und Kleiderlieferungen. In den Jahren 469/470 erlangte er vom alamannischen König Gibuld, den er im Gebiet von Passau traf, die Freilassung römischer Kriegsgefangener. Sein entschiedenes Auftreten im Umgang mit Herrschern zeugt von seiner außergewöhnlichen persönlichen Autorität.

Historisierende Darstellung des Abzugs der römischen Provinzialen mit der Leiche des Hl. Severin, aus Moritz Smets: Geschichte der Österreichisch-Ungarischen Monarchie. 1878

Severin starb 482 in Favianis. Eugippius nennt den 8. Januar als Todestag. Den eigenen Todestag wie auch die Entvölkerung von Ufernoricum durch Abzug der Einwohner soll er vorausgesagt haben. Der von ihm gegründete Konvent schloss sich dann einem Zug über die Alpen an, den Hunulf 488 im Auftrag seines Bruders Odoaker durchführte, und siedelte samt den Gebeinen Severins nach Italien über. Zu diesem Zweck wurden die Gebeine des Severin geborgen. Eugippius schreibt, der Leichnam sei sechs Jahre nach seiner ersten Beisetzung unverwest und vollkommen erhalten gewesen und habe geduftet, obwohl er nicht einbalsamiert war.
Neuer Standort der Gemeinschaft wurde Castellum Lucullanum bei Neapel. Der Konvent dürfte zu dieser Zeit von Lucillus geführt worden sein, dem später Marcianus folgte. Die Gebeine des Severin scheinen bis nach der Konventsgründung in Neapel gelagert worden zu sein. Nach Eugippius musste man erst einen Platz für die Bestattung finden. Boden und Grabbau wurden schließlich von einer vornehmen Dame (illustris femina) namens Barbaria gestiftet. Die Hypothese, es habe sich bei Barbaria um die Witwe des Orestes und die Mutter des Romulus Augustulus gehandelt, ist spekulativ. Die Translation von Neapel nach Lucullanum fand, wie Eugippius berichtet, mit Erlaubnis des Papstes Gelasius I. statt. Die Beisetzung wurde von Bischof Viktor I. von Neapel (ca. 492–496) vollzogen. Die Reliquien des heiligen Severinus wurden seit dem Jahr 902 in der Kirche des bedeutenden Benediktinerklosters Santi Severino e Sossio in Neapel aufbewahrt, von wo sie 1807 in die Pfarrkirche von Frattamaggiore in Kampanien überführt wurden, wo sie bis heute liegen (Stand 2018).

## Gedenktag und Verehrung
- Evangelisch: 8. Januar (Gedenktag im Evangelischen Namenkalender)
- Katholisch: 8. Januar (Nichtgebotener Gedenktag im Regionalkalender für das deutsche Sprachgebiet)
- Davon ausgenommen gilt: Er ist Diözesanpatron von Linz. Im Bistum Passau wird seiner mit einem gebotenen Gedenktag gedacht.
- Severin gilt als Schutzpatron von Bayern, der Gefangenen, Winzer und Leineweber sowie für Fruchtbarkeit der Weinstöcke. Seine Hilfe wird bei Hungersnot erbeten.
- Besonders gefeiert wird sein Gedenktag im Stadtteil Heiligenstadt im Wiener Bezirk Döbling.
- Im Jahr 1862 wurde in Wien-Alsergrund (9. Bezirk) die Severingasse nach ihm benannt.

## Darstellung
Der Heilige wird predigend oder an einem Grabmal betend dargestellt. Attribute sind Buch und/oder Abtstab, in der rechten Hand ein Kruzifix.